# ثقافة إسلامية
الثقافة الإسلامية هو مصطلح أو تعبير يستعمل في أغلب الأحيان لوصف جميع المظاهر الثقافية والحضارية الشائعة والمرتبطة تاريخيًا بالمسلمين في جميع أنحاء العالم، ومن أهم إطلاقات الثقافة الإسلامية أنَّها هي العلم الذي يجمع بين التأصيل الشرعي والوعي الواقعي بتاريخ الأمة وحاضِرها ومستقبلها، أي أنَّها أمر معياري وواقعي في آن واحد، وهي علم كلي شمولي ينظر إلى الإسلام بشموليته من حيث عقيدته ومقاصده وفهمه على مر التاريخ بما أن دين الإسلام انبثق في القرن السادس الميلادي في جزيرة العرب، ومع الانتشار الهائل والسريع للدول الإسلامية، فإن الثقافة الإسلامية قد أثَّرت وتأثَّرت بغيرها من الثقافات والحضارات مثل ثقافات بلاد فارس (إيران حاليًا)، تركيا، البربر، المالاي، الهند وأندونيسيا وغيرها من الأمم والحضارات التي دخلها الإسلام ، وهي تعتبر ثقافة فطرية قريبه لفطرة الانسان .

## تعريف الثقافة الإسلامية
نظراَ لكون كلمة «الثقافة» ذات أبعاد كبيرة ودلالات واسعة يضيق عن استيعابها النطاق اللغوي لأصل الكلمة، ونظراً لكون هذه الكلمة من الألفاظ المعنوية التي يصعب على الباحث تحديدها؛ شأنها في ذلك شأن لفظ التربية، والمدنية، والمعرفة.. وما إلى ذلك من المصطلحات التي تجري على الألسن دون وضوح مدلولاتها في أذهان مستعمليها وضوحًا مُمَيَّزًا ولا تختصر الثقافة شكلاً من الأشكال بل تشمل شتى مجالات الحياة فهي تشمل التاريخ والأدب والطب والهندسة والحساب بمعنى آخر الإلمام بالمعارف. فالإنسان المثقف يستطيع التعامل مع المعلومات الحياتية بكل سهولة.
ونظرًا لكون علماء العربية والإسلام على اختلاف تخصصاتهم في الزمن الماضي لم يستعملوا كلمة «الثقافة» بالمعنى الواسع، ولم يقيموا علمًا مستقلاً يسمى بـ«الثقافة»، وإنَّما جاء التعبير بهذه الكلمة وليد الأبحاث والدراسات الحديثة التي اطلع المسلمون من خلالها على العلوم والفلسفات الغربية، فاقتبسوا منها العديد من المسميات التربوية.
نظراً لهذا كله فإنه لم يوجد حتى الآن تعريف محدد متفق عليه لمصطلح «الثقافة الإسلامية»، وإنَّما هي اجتهادات من بعض العلماء والمفكرين، ومن هنا فقد تعددت التعريفات لهذا المصطلح تبعاً لتعدد اتجاهات هؤلاء العلماء والمفكرين؛ وقد عرَّف البعض الثقافة الإسلامية بأنَّها «معرفة مقومات الأمة الإسلامية العامة بتفاعلاتها في الماضي والحاضر، من دين، ولغة، وتاريخ، وحضارة، وقيم وأهداف مشتركة». فيما عرَّفها بعض العلماء بأنَّها «معرفة التحديات المعاصرة المتعلقة بمقومات الأمة الإسلامية ومقومات الدين الإسلامي». وعرَّفها آخرون بأنَّها «العلم بمنهاج الإسلام الشمولي في القيم، والنظم، والفكر، ونقد التراث الإنساني فيها»، ويرى البعض أنَّ التعريف الأخير هو أقرب التعريفات إلى الصواب لاشتماله على موضوعات الثقافة الإسلامية الرئيسية، ولأنَّه تعريف كلي وليس تعريفًا جزئيًا. وهذا التعريف هو تعريف علم الثقافة الإسلامية.

#### شرح مفردات التعريف:
- العلم: هو الإدراك المبني على أدلة يرتفع بها عن المعرفة الظنية، والدراسة المنظمة خلافاً لمجرد المعرفة.
- منهاج الإسلام: المنهاج هو الطريق الواضح والإسلام هو الدين الحق الذي ارتضاه الله لعباده في الاعتقاد والعمل، ومنهاج الإسلام - من ثم - هو طريق الإسلام ومنهجه الذي جاء به النبي محمد صلى الله عليه وسلم المستمر إلى يوم القيامة.
- الشمولي: الكلي.
- المترابط: فالثقافة الإسلامية تدرس منهاج الإسلام من حيث هو كلي مترابط في القيم والنظم والفكر وتخرج بذلك العلوم التي يعنى كل منها بجانب من الإسلام وما يندرج تحته من جزيئات كعلمي العقيدة والفقه.
- القيم: هي القواعد التي تقوم عليها الحياة الإنسانية، وتختلف بها عن الحياة الحيوانية، كما تختلف الحضارات بحسب تصورها لها، مثل الحق، الإحسان، الحرية.
- النظم: هي مجموعة التشريعات التي تحدد للإنسان منهج حياته مثل نظام العبادة والأخلاق.
- الفكر: هو عمل العقل ونتاجه.
- نقد التراث الإنساني فيها: النقد كشف حال الشيء لبيان جيده من زيفه، والتراث: ما يخلفه الرجل لورثته، والمقصود بالتراث الإنساني: ما تخلفه البشرية من ثقافة وحضارة وعلوم، والمراد بنقد التراث الإنساني فيها فحصه وتقويمه إيجاباً وسلباً في مجالات القيم والنظم والفكر، ومواجهة ما يخالف الإسلام فيها.

## أهمية الثقافة الإسلامية

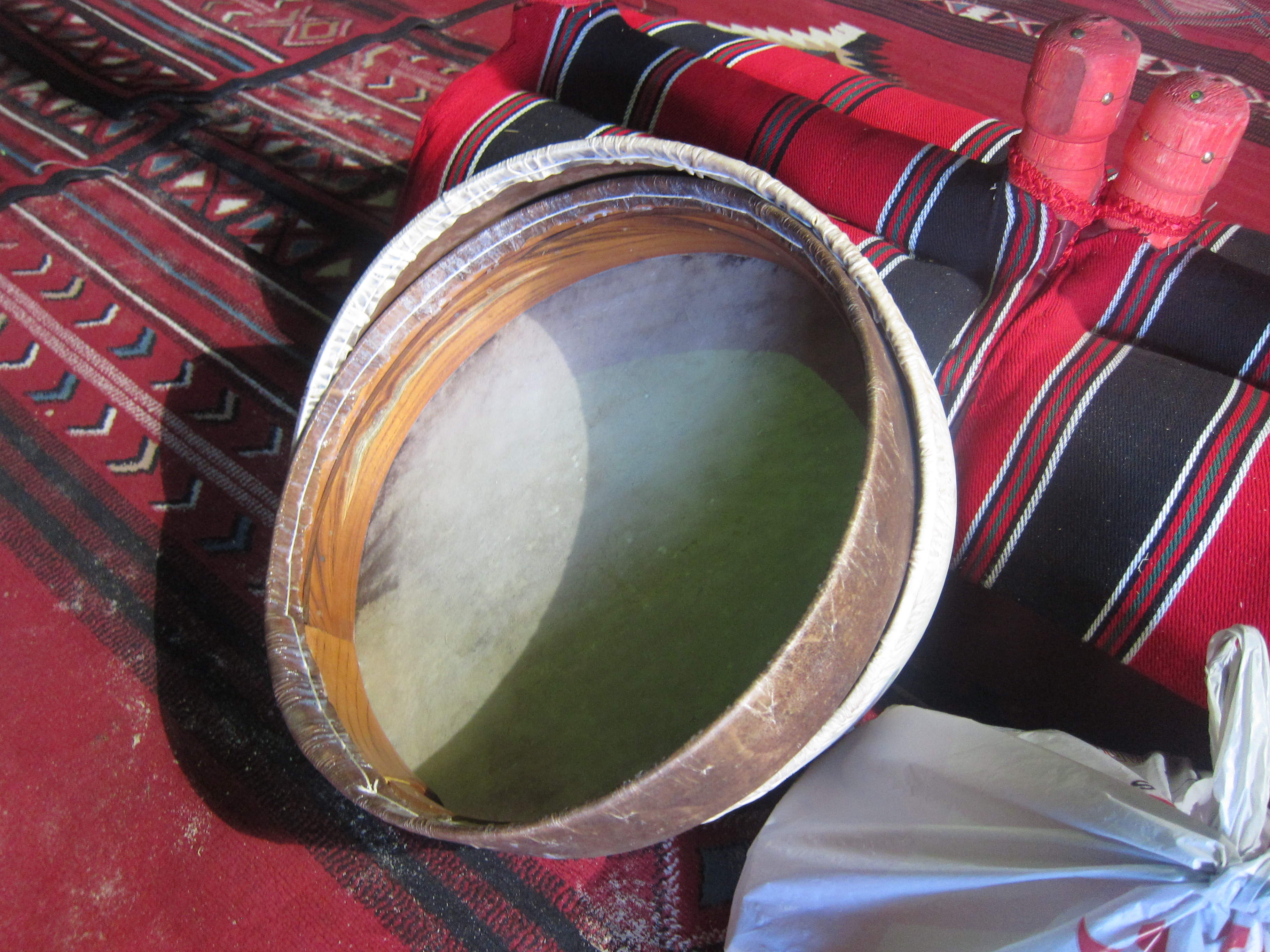
الدف.

ترجع أهمية الثقافة الإسلامية لدى المسلمين لكون هذا العلم أثير النفس المسلمة إذْ به تتم الصلة بين جوانح الإنسان المسلم عقله وقلبه وفكرة، وبه يصل المسلم بين ماضيه وحاضره ومستقبله، وتاريخ الأمة الإسلامية من عناصر ثقافتها، وآدابها من صميم ثقافتها، وأخلاق الأمة الإسلامية في كل عصر من عصورها حلقة من سلسلة الأخلاق القومية التي هي من ميراث الماضي، لذا يجب على المسلمين -كما يجب على كل أمة أخرى- أن يتمسكوا بثقافتهم، وأن يبعثوا فيها أسباب الحيوية بوصل ما بين ماضيها وآتيها، وتنجلي تلك الأهمية للثقافة الإسلامية -إجمالاً- في الأمور التالية:
- تأثير الثقافة الإسلامية في العرب.
- تفاعل المسلم مع مبادئه وقيمه.
- بيان الازدهار الحضاري للأمة الإسلامية.
- بيان الأدواء التي حلت بالأمة الإسلامية.
- بيان دور الثقافة الإسلامية في العصر الحديث.[5]

## تجديد الثقافة الإسلامية

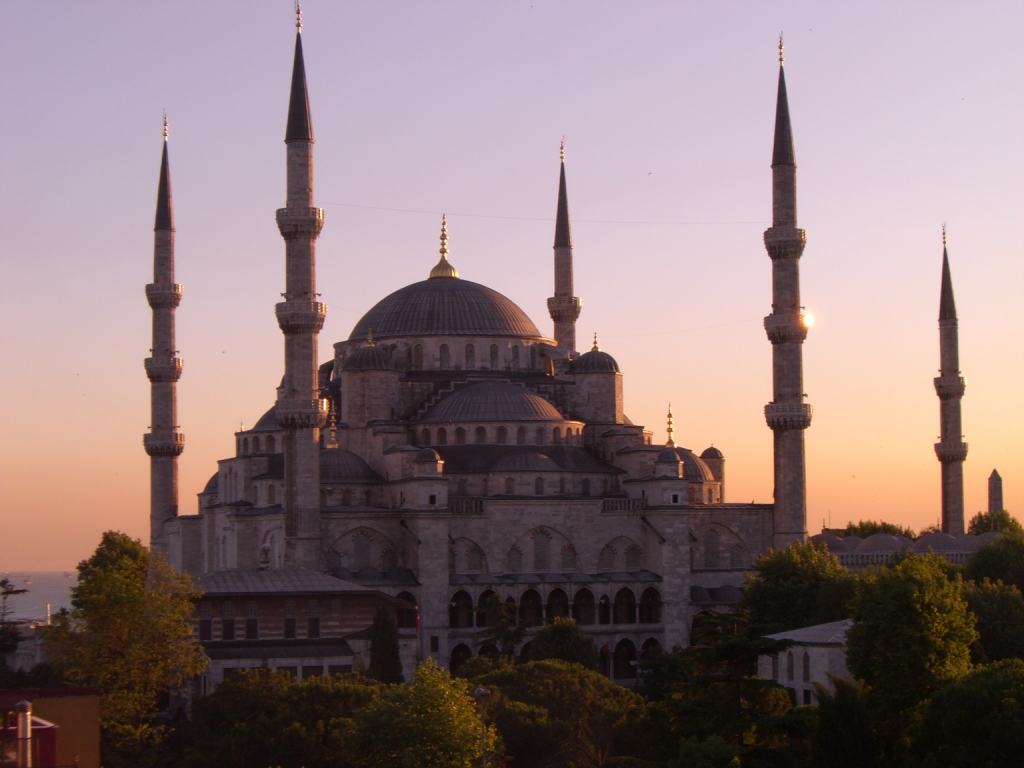
مسجد السلطان أحمد في إسطنبول، اكتمل بناؤه عام 1616

أخذت الثقافة الإسلامية مسارات جديدة في السنوات الأخيرة؛ فبالإضافة إلى اهتمام بعض الجامعات العربية بتدريس الثقافة الإسلامية كمادة أساسية ضمن مناهج بعض كلياتها، تم إنشاء المنظمة الإسلامية للعلوم والتربية والثقافة (الإيسيسكو) تبعًا لمنظمة المؤتمر الإسلامي ويقع مقرها بالرباط، وتسعى الإيسيسكو على الصعيد الإسلامي العام وعلى الصعيد الدولي أيضًا لتجديد البناء الحضاري للعالم الإسلامي من جهة، ولتقديم الصورة الحقيقية للحضارة الإسلامية ذات المنزع الإنساني إلى العالم أجمع من جهة أخرى، وذلك من خلال إبراز المضامين الثقافية والقيم الإنسانية لهذه الحضارة.

ومنذ عام 2005 أطلقت منظمة الإيسيسكو برنامج عواصم الثقافة الإسلامية الذي اعتمده المؤتمر الإسلامي الرابع لوزراء الثقافة الذي عقدته الإيسيسكو في الجزائر عام 2004، وقد تم الاحتفال بمكة المكرمة أول عاصمة للثقافة الإسلامية في إطار هذا البرنامج الذي تعنى المنظمة الإسلامية للتربية والعلوم والثقافة بتنفيذه ورعايته ومتابعة أنشطته التي تتوزع كل سنة بعد عام 2005، على ثلاث عواصم من المناطق الثلاث: العربية والآسيوية والإفريقية، يضاف إليها العاصمة التي تستضيف المؤتمر الإسلامي لوزراء الثقافة الذي ينعقد كل عامين. يهدف البرنامج في المقام الأول، إلى نشر الثقافة الإسلامية، وتجديد مضامينها، وإنعاش رسالتها، وإلى تخليد الأمجاد الثقافية والحضارية لعددٍ من العواصم الإسلامية تمَّ اختيارها وفقً لمعايير دقيقة، مراعاةً للدور الذي قامت به في خدمة الثقافة والآداب والفنون والعلوم والمعارف الإسلامية عبر مسيرتها التاريخية.

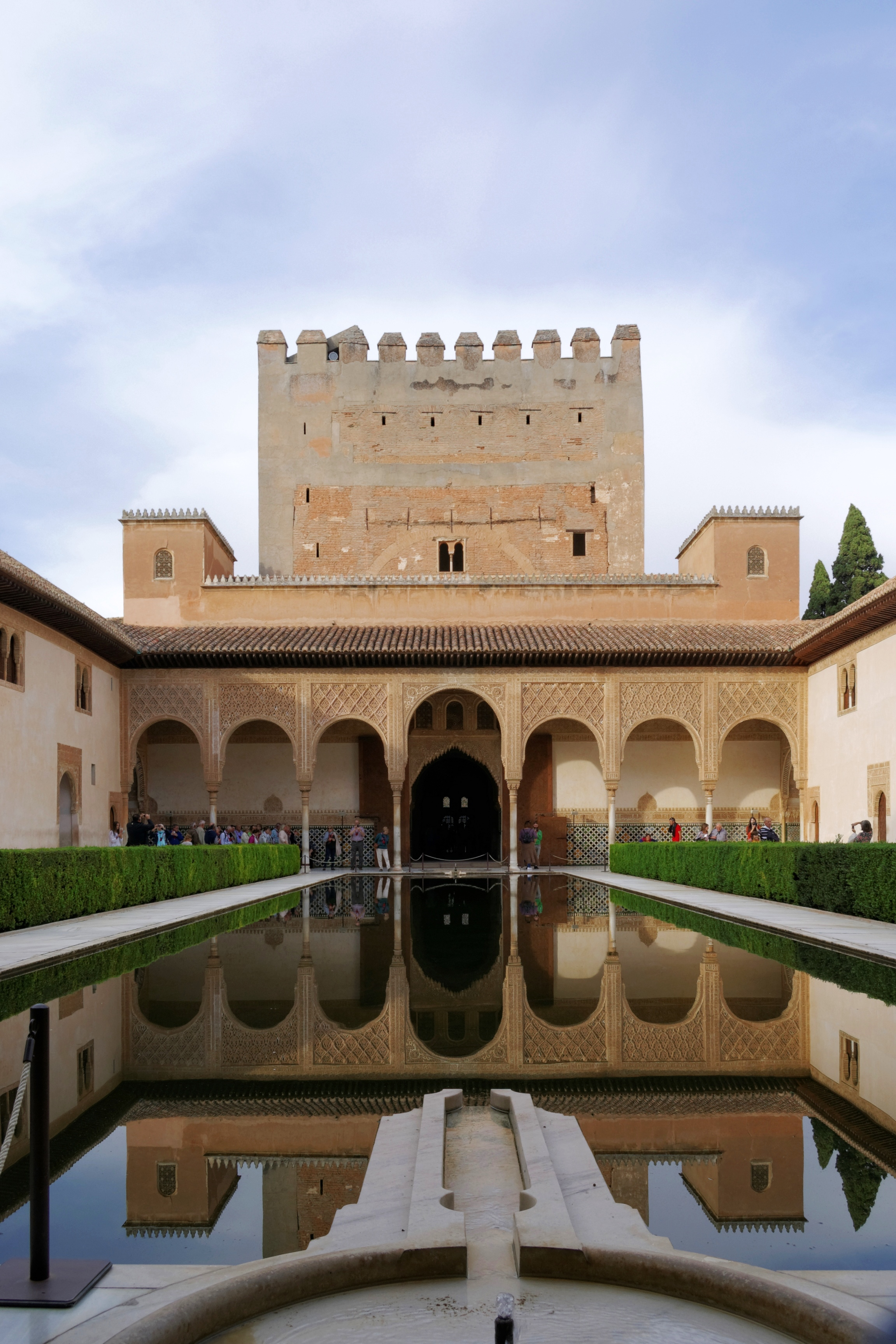
حصن أو قصر الحمراء في إسبانيا، يعتبر من أكثر المعالم جذبًا للسياح وهو من معالم الحضارة الإسلامية في أوروبا

## عواصم الثقافة الإسلامية
| السنة | المدينة         | الدولة                   | الموقع الرسمي | المنطقة |
| ----- | --------------- | ------------------------ | ------------- | ------- |
| 2005  | مكة المكرمة     | السعودية                 |               |         |
| 2006  | حلب             | سوريا                    |               | العربية |
| 2006  | اصفهان          | إيران                    |               | اسيا    |
| 2006  | تمبكتو          | مالي                     |               | افريقيا |
| 2007  | فاس             | المغرب                   |               | العربية |
| 2007  | طقشند           | أوزبكستان                |               | اسيا    |
| 2007  | داكار           | السنغال                  |               | افريقيا |
| 2008  | الاسكندرية      | مصر                      |               | العربية |
| 2008  | لاهور           | باكستان                  |               | اسيا    |
| 2008  | جيبوتي          | جيبوتي                   |               | افريقيا |
| 2009  | القيروان        | تونس                     |               | العربية |
| 2009  | باكو            | أذربيجان                 |               | اسيا    |
| 2009  | كوالالمبور      | ماليزيا                  |               | اسيا    |
| 2009  | انجامينا        | تشاد                     |               | افريقيا |
| 2010  | تريم            | اليمن                    |               | العربية |
| 2010  | دوشنبه          | طاجيكستان                |               | اسيا    |
| 2010  | موروني          | جزر القمر                |               | افريقيا |
| 2011  | تلمسان          | الجزائر                  |               | العربية |
| 2011  | نواكشوط         | موريتانيا                |               | العربية |
| 2011  | جاكرتا          | إندونيسيا                |               | اسيا    |
| 2011  | كوناكري         | غينيا                    |               | افريقيا |
| 2012  | النجف           | العراق                   |               | العربية |
| 2012  | دكا             | بنغلاديش                 |               | اسيا    |
| 2012  | نيامي           | النيجر                   |               | افريقيا |
| 2013  | المدينة المنورة | السعودية                 |               | العربية |
| 2014  | الشارقة         | الإمارات العربية المتحدة |               | العربية |
| 2015  | نزوى            | عُمان                     |               | العربية |
| 2015  | ألماتي          | كازاخستان                |               | اسيا    |
| 2015  | كوتونو          | بنين                     |               | افريقيا |
| 2016  | الكويت          | الكويت                   |               | العربية |
| 2016  | ماليه           | جزر المالديف             |               | اسيا    |
| 2016  | فريتاون         | سيراليون                 |               | افريقيا |
| 2017  | سنار            | السودان                  |               | العربية |
| 2017  | عمان            | الأردن                   |               | العربية |
| 2017  | مشهد            | إيران                    |               | اسيا    |
| 2017  | كمبالا          | أوغندا                   |               | افريقيا |
| 2018  | المحرق          | البحرين                  |               | العربية |
| 2018  | ناخيتشيفان      | أذربيجان                 |               | اسيا    |
| 2018  | ليبرفيل         | الغابون                  |               | افريقيا |
| 2019  | تونس            | تونس                     |               | العربية |
| 2019  | بندر سري بكاوان | بروناي                   |               | اسيا    |
| 2019  | بيساو           | غينيا بيساو              |               | افريقيا |
| 2020  | القاهرة         | مصر                      |               | العربية |
| 2020  | بخارى           | أوزبكستان                |               | اسيا    |
| 2020  | باماكو          | مالي                     |               | افريقيا |
| 2021  | الدوحة          | قطر                      | www.dcciw.qa  | العربية |
| 2021  | إسلام أباد      | باكستان                  |               | اسيا    |
| 2021  | بانجول          | غامبيا                   |               | افريقيا |
| 2022  | دمشق            | سوريا                    |               | العربية |
| 2022  | باندونغ         | إندونيسيا                |               | اسيا    |
| 2022  | ياوندي          | الكاميرون                |               | افريقيا |
| 2023  | بنغازي          | ليبيا                    |               | العربية |
| 2023  | سلاغور          | ماليزيا                  |               | اسيا    |
| 2023  | مقديشو          | الصومال                  |               | افريقيا |
| 2024  | مراكش           | المغرب                   |               | العربية |
| 2024  | كابول           | أفغانستان                |               | اسيا    |
| 2024  | لومي            | توغو                     |               | افريقيا |

## العمارة الإسلامية
تنقسم العمارة الإسلامية إلى عدة أنواع:
- عمارة عربية.
- عمارة أذربيجانية أو عمارة آذرية.
- عمارة هندوإسلامية.
- عمارة مغربية.
- عمارة مغاربية.
- عمارة مغولية.
- عمارة عثمانية.
- عمارة سودانية-سواحيلية.
- عمارة فارسية.

## الفن الإسلامي
يزخر الفن الإسلامي بالكثير من الفنون الجميلة والمتنوعة، وسبب هذا التنوع هو اختلاف عرق وجنسية وقومية المسلمين في جميع أنحاء العالم بالإضافة إلى ترابطهم فيما بينهم وعلاقاتهم المشتركة، فكان أن نشأت فنون وتطورت من بلد إلى آخر.
و من بعض هذه أنواع هذه الفنون التي تميز بها المسلمون:
- الخط العربي.
- المصغرات الفارسية.
- البساط الشرقي الأصيل.

## معرض صور

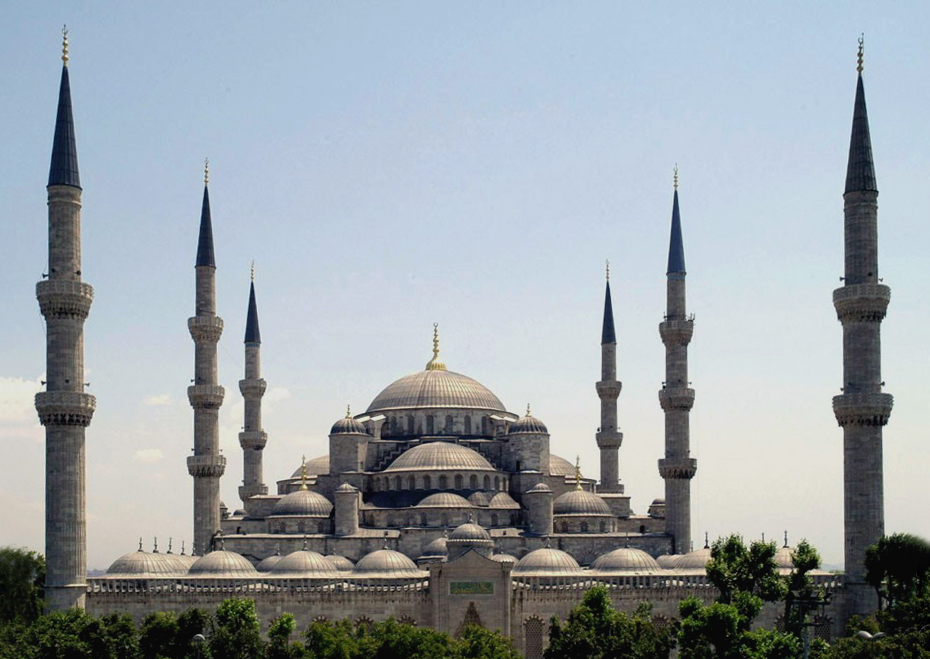
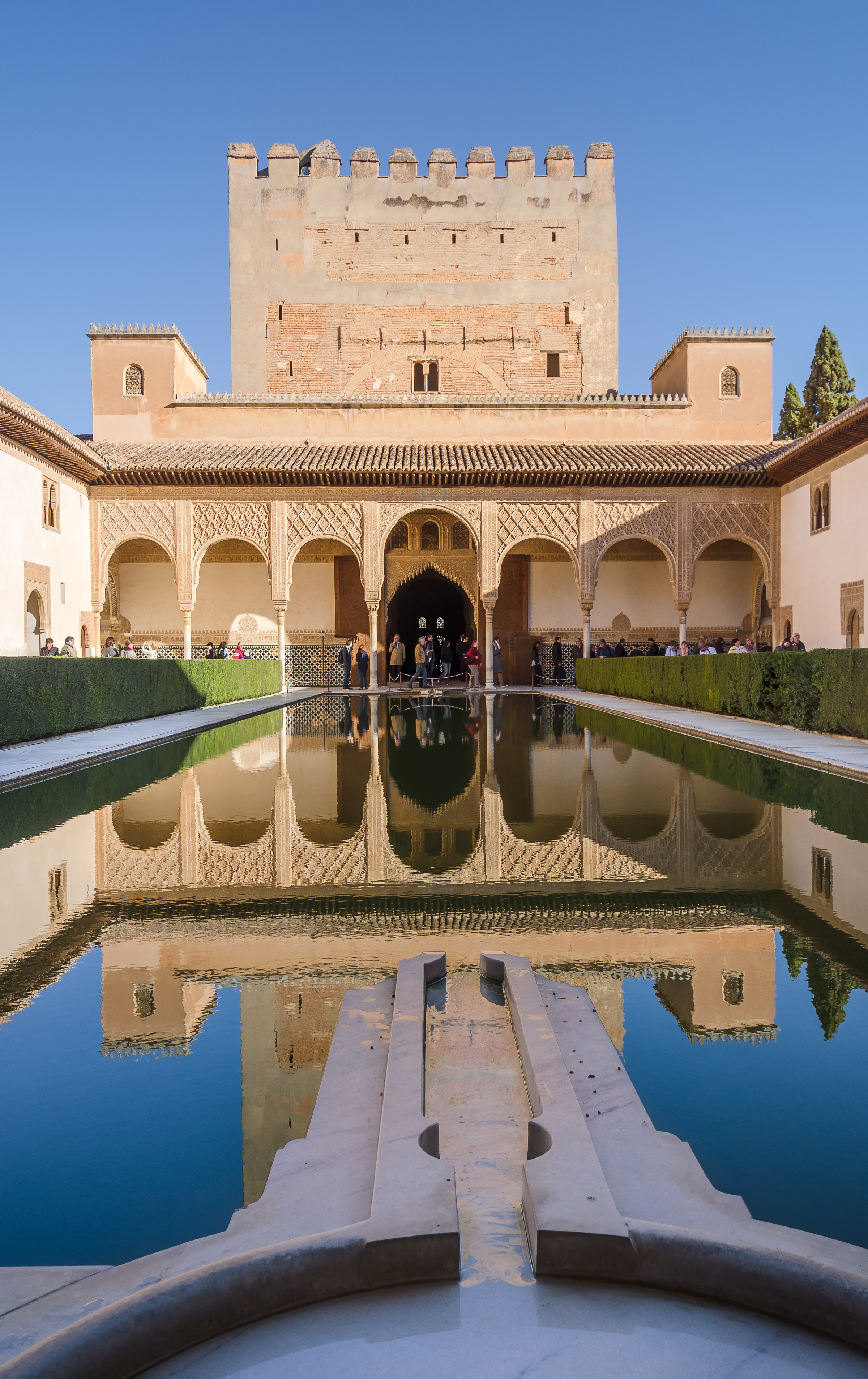
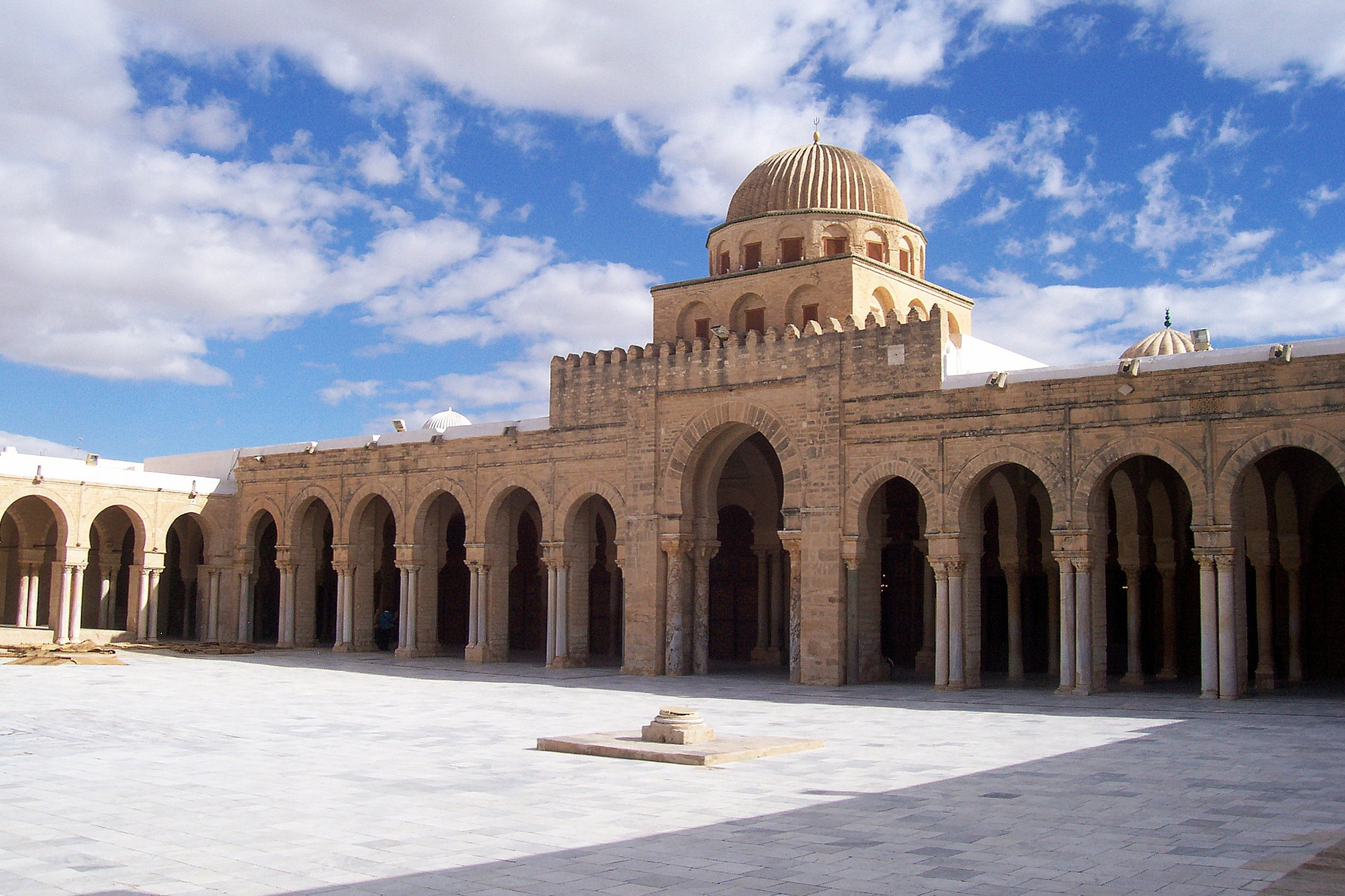